# Type 96 (char)
Pour les articles homonymes, voir Type 96.
Le Type 96  ou ZTZ-96 (appellation d'usine  WZ-122H) est un char de combat chinois en service dans l'armée populaire de libération.
Entré en service à la fin des années 1990, il marque la dernière évolution du Type 69 dont il reprend le châssis. Une version de ce char, le Type 96B a été spécialement conçue pour participer à l'édition 2016 du biathlon de chars de combat.

## Description
Le Type 96 a été développé par Norinco à partir du char de seconde génération Type 85-II lui-même inspiré des chars soviétiques T-62, T-64 et T-72. Le Type 96 est supérieur au Type 85-II par sa puissance de feu, sa vitesse et sa résistance. Il est néanmoins inférieur au Type 99, plus moderne en ce qui concerne la conduite de tir et dans la capacité de combat nocturne ; il est tout de même moins cher à construire que ce dernier et de ce fait l'armée populaire de libération en posséderait environ (en 2011) 1 200 ou 1 500.

## Armements et protections
Le Type 96 est armé d’un canon de 125 mm avec un système de chargement automatique russe 2A46M qui permet une cadence de tir de 6 à 8 coups par minute. Il emporte 42 munitions, à fragmentation ou à haute pénétration de blindage (HEAT). Il peut également tirer des missiles russes antichars 9M119 Refleks d’une portée maximum de 4 000 mètres, lui permettent d'engager des véhicules blindés ennemis à des distances d'engagement supérieures à celle d'un obus classique. L'armement secondaire comprend une mitrailleuse anti-aérienne de calibre 12,7 mm pouvant être utilisée contre des hélicoptères, de l'infanterie ou des véhicules légers et une mitrailleuse de 7,62 mm pour le soutien rapproché contre l'infanterie.
Pour ce qui est du blindage, le Type 96 a un blindage composite renforcé par un blindage réactif qui le protège des charges creuses comme sur la plupart des blindés russes ou soviétiques comme sur le T-72 ou le T-90. Le Type 96 est également protégé contre les menaces NBC, le rendant opérationnel en terrain contaminé.

## Opérateurs
- Chine
- Soudan[2]